# Никитин, Сергей Валентинович
Серге́й Валенти́нович Ники́тин (род. 13 мая 1973, Междуреченск, Кемеровская область) — российский легкоатлет, специалист по многоборьям. Занял 3 место на Чемпионате Европы. Выступал за сборную России по лёгкой атлетике в 1994—2003 годах, двукратный чемпион России в десятиборье, победитель и призёр первенств всероссийского значения, участник ряда крупных международных турниров. Представлял Кемеровскую область и Москву.

## Биография
Сергей Никитин родился 13 мая 1973 года в городе Междуреченске Кемеровской области. Занимался лёгкой атлетикой в Кемерово.
Впервые заявил о себе в десятиборье на международном уровне в сезоне 1994 года, когда вошёл в состав российской сборной и выступил в Первой лиге Кубка Европы в Брессаноне, где занял итоговое 14-е место.
В 1995 году выиграл бронзовую медаль на чемпионате России в Москве, стартовал в Первой лиге Кубка Европы в Хелмонде.
В 1996 году стал серебряным призёром в семиборье на зимнем чемпионате России в Липецке и бронзовым призёром в десятиборье на летнем чемпионате России в Санкт-Петербурге.
В 1997 году вновь получил серебро на зимнем чемпионате России в Липецке, установив при этом свой личный рекорд в семиборье в помещении — 5951 очко. Позднее на открытом чемпионате России по многоборьям в Краснодаре взял бронзу в десятиборье. Участвовал в Первой лиге Кубка Европы в Оулу.
В 1998 году показал второй результат зимнем чемпионате России в Липецке, четвёртый результат во Второй лиге Кубка Европы в Мариборе.
В 1999 году выиграл серебряную медаль на зимнем чемпионате России в Челябинске, одержал победу на летнем чемпионате России в Туле.
В 2001 году стал бронзовым призёром на чемпионате России в Туле и серебряным призёром на Мемориале Владимира Куца в Москве.
В 2002 году завоевал серебряную награду на зимнем чемпионате России в Москве и бронзовую награду на летнем чемпионате России в Чебоксарах.
В 2003 году был четвёртым на зимнем чемпионате России в Москве. Принимал участие в Суперлиге Кубка Европы по легкоатлетическим многоборьям в Брессаноне — занял третье место в личном зачёте десятиборья и тем самым помог соотечественникам выиграть серебряные медали командного зачёта. На летнем чемпионате России в Туле с личным рекордом в 7916 очков превзошёл всех соперников в десятиборье.
Пропал без вести 30 сентября 2003 года в урочище «Иконостас» недалеко от села Удаловка Турочакского района Республики Алтай, где находился на туристическом отдыхе. В ночное время ушёл ловить рыбу на реке Бия, и с тех пор его местонахождение неизвестно.